# Bulgarie aux Jeux olympiques d'hiver de 1980
L'équipe olympique de Bulgarie  a participé  aux Jeux olympiques d'hiver de 1980 à Lake Placid aux États-Unis. Elle prit part aux Jeux olympiques d'hiver pour la treizième fois de son histoire et son équipe formée de huit athlètes remporta une médaille de bronze ; celle de Ivan Lebanov au Ski de fond.
| Sport                  | Discipline      | Athlète(s)   | Date       |
| Médaille de Bronze : 1 |                 |              |            |
| Ski de fond            | 30 km classique | Ivan Lebanov | 14 février |